# Главатичево
Главатичево је насељено место у Босни и Херцеговини, у општини Коњиц, у Херцеговачко-неретванском кантону, које административно припада Федерацији Босне и Херцеговине. Према резултатима пописа 2013. године, у насељу живи 190 становника.

## Географија
Насеље се налази 20 километара југоисточно од Коњица. Лежи у долинском сужењу реке Неретве на надморској висини од 349 метара, између Орловог кука (723 м) и Тјемена (1.328 м). Северозападно и југоисточно од насеља се налази долинско проширење Неретве, равног, плодног дна и шумовитих страна. Становништво се бави пољопривредом и сточарством.

## Историја
Село је ослобођено 20. септембра 1941. године, када су делови Коњичког пертизанског батаљона уништили усташку жандармеријску станицу у Главатичеву и околним селима. Тада је била створена слободна територија у горњем току Неретве. У октобру 1941. изабрани су Месни и Општински Народноослободилачки одбор (НОО). На конференцији представника општина у Главатичеву је средином 1942. године изабран је Срески Народноослободилачки одбор за Коњиц.
Након повлачења партизанских јединица у западну Босну, средином 1942. том територијом су овладали четници. У току Четврте непријатељске офанзиве (битка на Неретви) у рејону Главатичева груписане су значајне четничке снаге (више од 3.000 војника) да би спречиле продор Оперативне групе дивизија НОВЈ, под непосредном командом Врховног штаба кроз Херцеговину у правцу југоистока.
У борбама од 14. до 18. марта 1943. године, Друга пролетерска дивизија, ојачана са Првом пролетерском бригадом, потпуно је разбила групацију четника, а њене остатке одбацила ка Калиновику и Невесињу, где су наредних дана претрпели нове поразе. Почетком априла 1943. у Главатичеву је формирана Команда места у саставу Коњичког војног подручја. Мање четничке јединице одржале су се на том подручју све до почетка 1945, када су их уништиле јединице 29. херцеговачке дивизије.

## Становништво
По последњем службеном попису становништва из 1991. године, у насељу Главатичево живело је 547 становника. Већина становника су били Муслимани.
| Националност       | 2013.        | 1991.        | 1981.        | 1971.        |
| Муслимани          | 178 (93,68%) | 383 (70,02%) | 379 (70,06%) | 422 (70,57%) |
| Хрвати             | 6 (3,16%)    | 76 (13,89%)  | 75 (13,86%)  | 55 (9,2%)    |
| Срби               | 0            | 70 (12,80%)  | 83 (15,34%)  | 111 (18,56%) |
| Југословени        | —            | 12 (2,19%)   | 4 (0,74%)    | 2 (0,33%)    |
| остали и непознато | 6 (3,16%)    | 6 (1,1%)     | 0            | 8 (1,34%)    |
| Укупно             | 190          | 547          | 541          | 598          |